# Wilfried Zaha
Dazet Wilfried Armel Zaha (Abidjan, 10. studenoga 1992.) je bjelokošćanski nogometaš koji igra za američki klub Charlotte FC i reprezentaciju Obale Bjelokosti na poziciji krila.
Zaha je proizvod omladinske škole Crystal Palaca, za čiju je prvu momčad debitirao 2010. godine. U siječnju 2013. godine, ostvario je transfer u Manchester United vrijedan 10.000.000 €, a bio je to ujedno zadnji transfer u eri Alexa Fergusona koji se umirovio na kraju te sezone. Ostao je na posudbi u Palacu do kraja sezone, pomogavši klubu da se vrati u Premier ligu. Nakon neuspješne sezone 2013./14. koju je proveo s Manchesterom Unitedom (dio sezone je proveo na posudbi u Cardiff Cityju), Zaha se u kolovozu 2014. godine vratio u Palace na posudbu, prije nego što se i trajno vratio u Palace u veljači 2015. godine.
Rođen je Obali Bjelokosti, a u Engleskoj je živio od svoje 4. godine života. Debitirao je za englesku nogometnu reprezentaciju u 2012. godini. Odigrao je dva neslužbena susreta za Englesku, zadnjeg 2013. godine, prije nego što je odabrao nastupati za reprezentaciju Obale Bjelokosti uoči Afričkog kupa nacija 2017. godine, a nastupio je i na sljedećem Afričkom kupu nacija 2019. godine.

## Rani život
Rođen je Obali Bjelokosti, a u dobi od četiri godine se sa svojom osmeročlanom obitelji preselio u Thornton Heath, dio Croydona, okruga u južnom Londonu. Pohađao je osnovnu školu Whitehorse Manor u Thornton Heathu i srednju školu u Selsdonu.
Igrao je nogomet već u školi, a omladinskoj školi Crystal Palaca se priključio u dobi od 12 godina.

## Klupska karijera

### Crystal Palace

#### 2009./10.
Debitirao je za prvu momčad Crystal Palaca 27. ožujka 2010. godine u domaćem 1:2 porazu od Cardiff Cityja, ušavši u igru zadnjih 10 minuta umjesto Stern Johna. Dva tjedna poslije debija, potpisuje dvogodišnji ugovor s Palaceom.

#### 2010./11.
Brzo je napredovao u momčadi Crystal Palaca te je postao ključni igrač kluba na pripremama uoči sezone 2010./11. Dana 7. kolovoza 2010. godine, zabija svoj prvi seniorski gol, u domaćoj pobjedi od 3:2 nad Leicester Cityjem. Dana 12. travnja 2011. godine, Zaha je isključen u 95. minuti susreta protiv Leicester Cityja, zbog navodnog gaženja Patricka van Aanholta, ali mu je kazna poslije poništena. Sezonu je završio s 44 nastupa, jednim postignutim pogotkom i dvije asistencije.

#### 2011./12.
Zaha je započeo sezonu 2011./12. dvama pogodcima u domaćoj utakmici Liga kupa protiv Crawley Towna dana 23. kolovoza 2011. godine. Dne 30. studenog 2011. godine, Zaha je odigrao impresivnu utakmicu u šokantnoj pobjedi Crystal Palaca nad Manchester Unitedom na Old Traffordu od 1:2 nakon produžetaka u četvrtfinalu Liga kupa, a tom je utakmicom privukao interes Manchester Uniteda i Liverpoola. 
U ožujku 2012. godine imenovan je najboljim mladim igračem EFL-a.
U završnim utakmicama sezone, trener Palaca Dougie Freedman ga je prekomandirao na poziciju napadača i 21. travnja zabija u remiju od 2:2 s Readingom, osvajačem Championshipa te sezone. Na kraju sezone 2011./12., Zaha je po drugi put u nizu izabran za najboljeg mladog igrača Crystal Palaca. Sezonu je završio s 48 nastupa u kojima je uspio zabiti 9 golova i podijeliti 5 asistencija.

#### 2012./13.
I u novu je sezonu Zaha ušao sjajno. Asistirao je u utakmici Liga kupa protiv Exeter Cityja i izborio jedanaesterac u prvom ligaškom kolu protiv Watforda. Dana 2. listopada 2012. godine, zabija svoja prva dva gola u sezoni u utakmici protiv Wolverhampton Wanderersa. Četiri dana poslije, opet zabija dva pogotka, ovoga puta Burnleyju u 4:3 pobjedi.
Dana 5. ožujka 2013. godine, Zaha zabija svoj prvi pogodak za Crystal Palace otkako ga je Manchester United kupio i ostavio na posudbi u Palacu. Zabio je direktnom konkurentu u borbi za ulazak u Premier ligu, Hull Cityju u 4:2 domaćoj pobjedi. Dana 13. svibnja 2013. godine, u drugoj utakmici polufinala doigravanja za ulazak u Premier ligu protiv Brightona, zabija dva pogotka koja su gurnula Crystal Palace u finale doigravanja na mitskom Wembleyu. U finalu doigravanja odigranom 27. svibnja 2013. godine, izborio je odlučujući jedanaesterac koji je realiziran te je s tim golom Crystal Palace osigurao ulazak u Premier ligu za sezonu 2013./14.

### Manchester United
Dana 25. siječnja 2013. godine, Zaha je pristao potpisati za Manchester United koji ga je ostavio na posudbi u Crystal Palacu do kraja sezone. Crystal Palace je pokušao odgoditi transfer za ljeto 2013. godine, ali su pravila EFL-a to spriječila te se Zaha morao pridružiti Unitedu i biti vraćen Palacu na posudbu do kraja sezone. Zaha je prošao liječničke preglede u Manchester Unitedu te je 26. siječnja 2013. godine potpisao ugovor na pet i pol godina uz odštetu od 10.000.000 € te još mogućih pet milijuna kroz bonuse vezane za izvedbe u novom klubu.
Dana 11. kolovoza 2013. godine je debitirao za Manchester United u utakmici FA Community Shielda protiv Wigana. Utakmicu je započeo u prvoj postavi te je izašao iz igre 61. minuti, kada ga je zamijenio Luis Antonio Valencia. Manchester United je na kraju dobio utakmicu s 2:0 te je tako Zaha osvojio svoj prvi trofej u karijeri. Nakon toga nije igrao sve do 29. listopada, kada je startao u utakmici trećeg kola Liga kupa protiv Norwich Cityja koju je United dobio s 4:0 na Old Traffordu. Premijerligaški debi u dresu Crvenih vragova je imao 7. prosinca 2013. godine u domaćem 0:1 porazu od Newcastle Uniteda, kada je ušao u igru umjesto Nanija, nedugo nakon što je njegova momčad primila pogodak.
Dana 31. siječnja 2014. godine, zadnjeg dana zimskog prijelaznog roka, odlazi na posudbu u Cardiff City do kraja sezone, nakon što je upao u nemilost Davida Moyesa.
Na kraju sezone, nakon otkaza Moyesu, Zaha je izjavio da mu Škot nije ni dao pravu šansu. Usporedio je sebe s Raheemom Sterlingom, još jednim mladim ofenzivcem kojemu je Liverpool dao pravu šansu nakon teškog početka. Također je izjavio da su ga lažne i zlobne glasine o njemu uznemirile.

### Povratak u Crystal Palace

#### 2014./15.
Dana 28. kolovoza 2014. godine, Zaha se vratio u Crystal Palace na posudbu do kraja sezone. Dva dana poslije, u svojoj prvoj utakmici po dolasku na posudbu, zabija za izjednačenje u sudačkoj nadoknadi u remiju 3:3 s Newcastle Unitedom. Dana 2. veljače 2015. godine, zadnjeg dana zimskog prijelaznog roka, Crystal Palace je objavio da se Zaha i trajno vratio u klub, potpisavši ugovor u trajanju od pet i pol godina uz određenu odštetu. Manchester United je "ugradio" pravo prvokupa ugovora, a United će također imati pravo na određeni postotak odštete ako Palace bude prodao Zahu u budućnosti.
Bio je standardan igrač Crystal Palaca kroz cijelu sezonu te je sezonu završio s četiri pogotka i dvije asistencije dok je Palace završio ligu na desetom mjestu. 

#### 2015./16.
I u novoj je sezoni bio standardan u Palacu. Upisao je 34 nastupa, zabio je dva gola i jedanput asistirao dok je Palace bio 15. u ligi. Pomogao je klubu da se plasira u finale FA kupa, igrajući u svakoj utakmici od treće runde natjecanja i zabivši dva pogotka na putu do finala. Igrao je svih 120 minuta u finalu protiv svog bivšeg kluba, Manchester Uniteda koji je uspio pobijediti Palace s 2:1 i osvojiti trofej. Na kraju sezone po prvi puta biva izabran za najboljeg klupskog igrača sezone.

#### 2016./17.
Dne 26. prosinca 2016. godine, nije mu sviran jedanaesterac zbog simuliranja u završnici utakmice protiv Watforda. Nakon utakmice, Watfordova maskota ga je pokušala isprovocirati glumeći ronjenje ispred njega. Dana 14. svibnja 2017. godine zabija prvi gol u 4:0 domaćoj pobjedi nad Hull Cityjem, a tom je pobjedom Crystal Palace i matematički osigurao ostanak u ligi, a ujedno i izbacio Hull City u Championship. Nakon još jedne sjajne sezone, po drugi put u nizu osvaja nagradu za najboljeg klupskog igrača sezone. Dana 26. svibnja 2017. godine potpisuje novi petogodišnji ugovor s Crystal Palaceom.

#### 2017./18.
Dana 14. listopada 2017. godine, Zaha se nakon dvomjesečnog izbivanja vratio u početnu postavu i odmah zabio pobjednički pogodak u pobjedi od 2:1 nad braniteljima naslova, londonskim Chelseajem, pomogavši tako Orlovima da dođu do prve pobjede u sezoni. Proglašen je za najboljeg igrača Premier lige za mjesec travanj 2018. godine zbog njegova četiri gola i asistencije u tom mjesecu; 14. travnja je zabio dva pogotka u 3:2 domaćoj pobjedi nad direktnim rivalima u borbi za opstanak, Brighton & Hove Albionu.
Unatoč lošem ulasku u sezonu, smatra se da je Crystal Palace ostao u ligi zahvaljujući treneru Royu Hodgsonu uz pomoć ključnih igrača – Wilfrieda Zahe i Androsa Townsenda. Na kraju sezone, po treći put u nizu biva izabran za najboljeg klupskog igrača godine, čime je izjednačio rekord vratara Juliána Speronija.

#### 2018./19.
Na otvaranju nove premijerligaške sezone, 11. kolovoza 2018. godine, zabija drugi pogodak u 0:2 gostujućoj pobjedi nad Fulhamom. To mu je bio 23. pogodak u Premier ligi za Palace, čime se izjednačio na vrhu najboljih klupskih strijelaca u Premier ligi s Chrisom Armstrongom. Dva tjedna poslije, zabija počasni pogodak u porazu od 2:1 kod Watforda, a s tim pogotkom prestiže Armstronga i postaje najbolji klupski strijelac u Premier ligi.
Nakon što je zabio pobjednički pogodak u utakmici protiv Huddersfield Towna u rujnu 2018. godine, javno se požalio na loš tretman kod sudaca, govoreći da bi mu vjerojatno trebali slomiti nogu prije nego što mu se svira faul. Statistike su pokazale da je u zadnjih pet godina, drugi najfauliraniji igrač lige, odmah iza Edena Hazarda.
Dne 30. siječnja 2019. godine, zabija vodeći pogodak u gostujućoj utakmici protiv Southamptona koja je na kraju završila s 1:1. Tri minute prije kraja regularnog dijela utakmice, dobiva crveni karton nakon prigovora i sarkastičnog aplaudiranja sucu utakmice.
Dana 23. veljače 2019. godine, zabija dva pogotka u 1:4 gostujućoj pobjedi Crystal Palaca nad Leicester Cityjem, nakon koje je Leicesterov trener Claude Puel dobio otkaz.

#### 2019./20.
Tijekom cijelog ljetnjeg prijelaznog roka 2019. godine ga se dovodilo u vezu prelaska u Arsenal,  ali njihova najviša ponuda od 40.000.000 £ je odbijena kao preniska jer su u klubu očekivali duplo bolju zaradu na njemu.
Cijela situacija oko nerealiziranog transfera se odrazila na njegov učinak kroz sezonu, koja je bila razočaravajuća iako je nastupio u svih 38 prvenstvenih kola, uz učinak od samo 4 postignuta gola u 39 utakmica u svim natjecanjima. Jedan od tih golova je došao u utakmici s Chelseajem, kada je zabio prekrasan pogodak kojim je prekinuo post od 17 utakmica bez ligaškog pogotka.

#### 2020./21.
Novu sezonu započinje puno bolje, s tri pogotka u prva dva kola. Prvo 12. rujna 2020. godine zabija jedini pogodak u ogledu sa Southamptonom, a tjedan dana kasnije zabija dva pogotka svom bivšem klubu, Manchester Unitedu, u 1:3 pobjedi na Old Traffordu.

## Reprezentativna karijera
Zaha je imao mogućnost biranja između dviju reprezentacija, Engleske gdje je odrastao i Obale Bjelokosti odakle su mu roditelji i gdje je rođen.

### Engleska (2011. – 2013.)
Uspješan start u seniorskom nogometu mu je omogućio poziv za englesku reprezentaciju do 19 godina za utakmicu protiv Njemačke u veljači 2011. godine. Dana 23. veljače 2012. godine dobiva svoj prvi poziv za uzrast do 21 godine. Debitirao je šest dana poslije, u 4:0 pobjedi nad Belgijom, a upisao je i asistenciju za treći pogodak kojega je postigao Henri Lansbury. Dana 11. studenog 2012. godine mu je stigao prvi poziv za seniorsku vrstu, koju je vodio Roy Hodgson, za prijateljsku utakmicu protiv Švedske. Debitirao je za Englesku ušavši s klupe u 83. minuti utakmice, kada je zamijenio još jednog debitanta, Raheema Sterlinga.
Pošto je Zaha zaigrao najbolji nogomet u životu po dolasku čovjeka koji ga je i pozvao u englesku reprezentaciju, Roy Hodgson je prije SP-a u Rusiji 2018. godine izjavio da mu je žao što nije dao Zahi priliku u službenoj utakmici za Englesku, kako bi ga zauvijek ostavio dostupnim za reprezentaciju.

### Obala Bjelokosti (2016. –danas)
Dana 27. studenoga 2016. godine, Nogometni savez Obale Bjelokosti je potvrdio to da je Zaha poslao FIFA-i zahtjev za promjenom reprezentacije. Izbornik Engleske, Gareth Southgate je izjavio da će pokušati odgovoriti Zahu od promjene reprezentacije zbog njegovih konstantno dobrih predstava u klubu.
U siječnju 2017. godine, izabran je u kadar Obale Bjelokosti koji će nastupiti na nadolazećem Afričkom kupu nacija. Za svoju novu reprezentaciju je debitirao ušavši na poluvremenu te je upisao asistenciju Giovanniju Siu za pobjednički gol u 2:1 pobjedi u prijateljskom dvoboju sa Švedskom. Tri dana poslije, u još jednoj prijateljskoj utakmici, ovaj put s Ugandom, prvi put kreće u početnoj postavi te zabija svoj prvi pogodak za Obalu Bjelokosti u 3:0 pobjedi. Na turniru održanom u Gabonu, Slonovi koji su ujedno i branitelji naslova, su eliminirani nakon grupne faze natjecanja, a Zaha je startao u sve tri utakmice grupne faze.
Zaha je izabran u sastav Obale Bjelokosti i za Afrički kup nacija 2019. godine. Postigao je dva pogotka na turniru; u 4:1 pobjedi nad Namibijom u zadnjoj utakmici grupne faze, te jedini pogodak u utakmici osmine finala protiv Malija. Bjelokošćani su kasnije ispali u četvrtfinalu na jedanaesterce od Alžira, kasnijih osvajača turnira.

## Stil igre
Zaha može igrati na poziciji krila ili centralnog napadača. U 2018. godini, Adrian Clarke je na službenim stranicama Premier lige izjavio da je puno opasniji kada igra na poziciji napadača, nadodavši i da njegova ultra pokretljiva kombinacija s Androsom Townsendom donosi golove i bodove, navodeći brzinu, atletičnost i nepredvidljive kretnje osovine Zaha-Townsend teškoćom za protivničke obrane.
Zahu često optužuju za simuliranje, međutim Roy Hodgson, koji mu je trener na klupskom levelu i koji mu je bio izbornik u engleskoj reprezentaciji, je izjavio: Wilf Zaha ne iznuđuje penale. Bude udaren ponekad – ponekad bude udaren ili izbačen iz ravnoteže bez da bude riječ o penalu ili prekršaju – to je zbog toga što je iznimno brz i ima iznimnu agilnost s loptom u nogama. Ali sigurno ne simulira. Hodgson je također izjavio da karakterizacija Zahe kao glumca je rezultat medijske kampanje zbog koje sudci ne sviraju prekršaje na njemu.

## Statistike

### Klupska statistika
Ažurirano 6. veljače 2021.
| Klub                   | Sezona          | Liga    | Liga   | Kup     | Kup    | Liga kup | Liga kup | Ostalo1 | Ostalo1 | Ukupno  | Ukupno |
| Klub                   | Sezona          | Nastupi | Golovi | Nastupi | Golovi | Nastupi  | Golovi   | Nastupi | Golovi  | Nastupi | Golovi |
| ---------------------- | --------------- | ------- | ------ | ------- | ------ | -------- | -------- | ------- | ------- | ------- | ------ |
| Crystal Palace         | 2009./10.       | 1       | 0      | 0       | 0      | 0        | 0        | —       | —       | 1       | 0      |
| Crystal Palace         | 2010./11.       | 41      | 1      | 1       | 0      | 2        | 0        | —       | —       | 44      | 1      |
| Crystal Palace         | 2011./12.       | 41      | 6      | 0       | 0      | 7        | 3        | —       | —       | 48      | 9      |
| Crystal Palace         | 2012./13.       | 43      | 6      | 2       | 0      | 2        | 0        | 3       | 2       | 50      | 8      |
| Crystal Palace         | Ukupno          | 126     | 13     | 3       | 0      | 11       | 3        | 3       | 2       | 143     | 18     |
| Manchester United      | 2013./14.       | 2       | 0      | 0       | 0      | 1        | 0        | 1       | 0       | 4       | 0      |
| Manchester United      | 2014./15.       | 0       | 0      | —       | —      | 0        | 0        | —       | —       | 0       | 0      |
| Manchester United      | Ukupno          | 2       | 0      | 0       | 0      | 1        | 0        | 1       | 0       | 4       | 0      |
| Cardiff City (posudba) | 2013./14.       | 12      | 0      | 1       | 0      | —        | —        | —       | —       | 13      | 0      |
| Cardiff City (posudba) | Ukupno          | 12      | 0      | 1       | 0      | 0        | 0        | 0       | 0       | 13      | 0      |
| Crystal Palace         | 2014./15.       | 31      | 4      | 3       | 0      | 1        | 0        | —       | —       | 35      | 4      |
| Crystal Palace         | 2015./16.       | 34      | 2      | 6       | 2      | 3        | 1        | —       | —       | 43      | 5      |
| Crystal Palace         | 2016./17.       | 35      | 7      | 0       | 0      | 2        | 0        | —       | —       | 37      | 7      |
| Crystal Palace         | 2017./18.       | 29      | 9      | 0       | 0      | 0        | 0        | —       | —       | 29      | 9      |
| Crystal Palace         | 2018./19.       | 34      | 10     | 2       | 0      | 0        | 0        | —       | —       | 36      | 10     |
| Crystal Palace         | 2019./20.       | 38      | 4      | 0       | 0      | 1        | 0        | —       | —       | 39      | 4      |
| Crystal Palace         | 2020./21.       | 19      | 9      | 1       | 0      | 0        | 0        | —       | —       | 20      | 9      |
| Crystal Palace         | Ukupno          | 220     | 45     | 12      | 2      | 7        | 1        | 0       | 0       | 239     | 48     |
| Karijera ukupno        | Karijera ukupno | 360     | 58     | 16      | 2      | 19       | 4        | 4       | 2       | 399     | 66     |

Bilješke
- 1: uključuje nastupe u Football League Championship play-offu i FA Community Shieldu

### Reprezentativna statistika
Ažurirano 6. veljače 2021.
| Reprezentacija   | Godina | Nastupi | Golovi |
| ---------------- | ------ | ------- | ------ |
| Engleska         | 2012.  | 1       | 0      |
| Engleska         | 2013.  | 1       | 0      |
| Ukupno           | Ukupno | 2       | 0      |
| Obala Bjelokosti | 2017.  | 8       | 2      |
| Obala Bjelokosti | 2018.  | 1       | 0      |
| Obala Bjelokosti | 2019.  | 8       | 3      |
| Obala Bjelokosti | 2020.  | 1       | 0      |
| Ukupno           | Ukupno | 18      | 5      |

### Pogodci za reprezentaciju
| #  | Datum               | Mjesto                                    | Protivnik | Pogodak | Rezultat | Natjecanje            |
| -- | ------------------- | ----------------------------------------- | --------- | ------- | -------- | --------------------- |
| 1. | 11. siječnja 2017.  | Stadion Zayed Sports City, Abu Dhabi, UAE | Uganda    | 2:0     | 3:0      | Prijateljska utakmica |
| 2. | 24. ožujka 2017.    | Stadion Krasnodar, Krasnodar, Rusija      | Rusija    | 0:2     | 0:2      | Prijateljska utakmica |
| 3. | 1. srpnja 2019.     | Stadion 30. lipnja, Kairo, Egipat         | Namibija  | 3:1     | 4:1      | AFCON 2019.           |
| 4. | 8. srpnja 2019.     | Stadion Suez, Suez, Egipat                | Mali      | 1:0     | 1:0      | AFCON 2019.           |
| 5. | 13. listopada 2019. | Stade de la Licorne, Amiens, Francuska    | DR Kongo  | 3:1     | 3:1      | Prijateljska utakmica |

## Klupski uspjesi
Crystal Palace:
- Football League Championship play-off (1): 2012./13.

Manchester United:
- FA Community Shield (1): 2013.

## Vanjske poveznice
- Profil na Transfermarktu
- Profil na Soccerwayu